# 2018-as labdarúgó-világbajnokság-selejtező (OFC)
A 2018-as labdarúgó-világbajnokság óceániai selejtező mérkőzéseit 2015-től 2017-ig játszották le. Összesen 11 válogatott vett részt a selejtezőn. Az óceániai zónának nem volt automatikus részvételi joga a világbajnokságra, a zóna győztesének interkontinentális pótselejtezőt kellett játszania.

## Lebonyolítás
Az óceániai selejtező fordulói:
- Első forduló: a kiemelés szerinti négy legalacsonyabb helyezéssel rendelkező csapat vett részt. A négy csapat egyetlen csoportot alkotott, amelyben körmérkőzéses rendszerben mérkőztek meg egymással. A csoport első helyezettje jutott a második fordulóba. Az első forduló a 2016-os OFC-nemzetek kupájának selejtezője is volt egyben.
- Második forduló: a kiemelés szerinti hét legjobb helyezéssel rendelkező csapat, valamint az első forduló továbbjutója vett részt. A második forduló a 2016-os OFC-nemzetek kupájának csoportköre is volt egyben. A nyolc csapat két darab négyes csoportot alkotott, amelyben a csapatok körmérkőzéses rendszerben mérkőztek meg egymással. A csoportok első három helyezettje jutott a harmadik fordulóba.
- Harmadik forduló: a második forduló hat továbbjutója vett részt. A csapatokat két csoportba sorsolták, amelyben oda-visszavágós, körmérkőzéses rendszerben mérkőztek meg egymással. A két csoport győztese egy oda-visszavágós mérkőzést játszott, ennek győztese interkontinentális pótselejtezőn vett részt.

## Kiemelés
A csapatok a következők szerint vettek részt a selejtezőn:
- Az 1–7. helyezettek az első fordulóban nem vettek részt, csak a második fordulóban kapcsolódtak be.
- A 8–11. helyezettek már az első fordulóban részt vettek.

| Kiemelve a második fordulóba (1–7. helyezettek)                                                      | Az első forduló résztvevői (8–11. helyezettek)     |
| --- | -------------------------------------------------- |
| - Fidzsi-szigetek - Új-Kaledónia - Új-Zéland - Pápua Új-Guinea - Salamon-szigetek - Tahiti - Vanuatu | - Amerikai Szamoa - Cook-szigetek - Szamoa - Tonga |

## Naptár
A játéknapok a következők:
| Forduló                               | Játéknap    | Dátum                        |
| ------------------------------------- | ----------- | ---------------------------- |
| Első forduló                          | 1. játéknap | 2015. augusztus 31.          |
| Első forduló                          | 2. játéknap | 2015. szeptember 2.          |
| Első forduló                          | 3. játéknap | 2015. szeptember 4.          |
| Második forduló (OFC-nemzetek kupája) | 1. játéknap | 2016. május 28. – június 12. |
| Második forduló (OFC-nemzetek kupája) | 2. játéknap | 2016. május 28. – június 12. |
| Második forduló (OFC-nemzetek kupája) | 3. játéknap | 2016. május 28. – június 12. |
| Második forduló (OFC-nemzetek kupája) | Elődöntők   | 2016. május 28. – június 12. |
| Második forduló (OFC-nemzetek kupája) | Döntő       | 2016. május 28. – június 12. |

| Round            | Matchday           | Date                                |
| ---------------- | ------------------ | ----------------------------------- |
| Harmadik forduló | 1. játéknap        | 2017. március 20–28.                |
| Harmadik forduló | 2. játéknap        | 2017. március 20–28.                |
| Harmadik forduló | 3. játéknap        | 2017. június 5–13.                  |
| Harmadik forduló | 4. játéknap        | 2017. június 5–13.                  |
| Harmadik forduló | 5. játéknap        | 2017. augusztus 28. – szeptember 5. |
| Harmadik forduló | 6. játéknap        | 2017. augusztus 28. – szeptember 5. |
| Harmadik forduló | Döntő, 1. mérkőzés | 2017. október 2–10.                 |
| Harmadik forduló | Döntő, 2. mérkőzés | 2017. október 2–10.                 |

## Első forduló
| Hely. | Csapat          | M | Gy | D | V | G+ | G– | Gk | P | Továbbjutás                                                                  |
| ----- | --------------- | - | -- | - | - | -- | -- | -- | - | ---------------------------------------------------------------------------- |
| 1.    | Szamoa          | 3 | 2  | 0 | 1 | 6  | 3  | +3 | 6 | Továbbjutott a második fordulóba/a 2016-os OFC-nemzetek kupája csoportkörébe |
| 2.    | Amerikai Szamoa | 3 | 2  | 0 | 1 | 6  | 4  | +2 | 6 |                                                                              |
| 3.    | Cook-szigetek   | 3 | 2  | 0 | 1 | 4  | 2  | +2 | 6 |                                                                              |
| 4.    | Tonga (R)       | 3 | 0  | 0 | 3 | 1  | 8  | −7 | 0 |                                                                              |

## Második forduló

### A csoport
| Hely. | Csapat              | M | Gy | D | V | G+ | G– | Gk  | P | Továbbjutás |
| ----- | ------------------- | - | -- | - | - | -- | -- | --- | - | --- |
| 1.    | Pápua Új-Guinea (R) | 3 | 1  | 2 | 0 | 11 | 3  | +8  | 5 | Továbbjutott az egyenes kieséses szakaszba, valamint a 2018-as világbajnokság óceániai selejtezőjének 3. fordulójába |
| 2.    | Új-Kaledónia        | 3 | 1  | 2 | 0 | 9  | 2  | +7  | 5 | Továbbjutott az egyenes kieséses szakaszba, valamint a 2018-as világbajnokság óceániai selejtezőjének 3. fordulójába |
| 3.    | Tahiti              | 3 | 1  | 2 | 0 | 7  | 3  | +4  | 5 | Továbbjutott a 2018-as világbajnokság óceániai selejtezőjének 3. fordulójába                                         |
| 4.    | Szamoa              | 3 | 0  | 0 | 3 | 0  | 19 | −19 | 0 | |

### B csoport
| Hely. | Csapat           | M | Gy | D | V | G+ | G– | Gk | P | Továbbjutás |
| ----- | ---------------- | - | -- | - | - | -- | -- | -- | - | --- |
| 1.    | Új-Zéland        | 3 | 3  | 0 | 0 | 9  | 1  | +8 | 9 | Továbbjutott az egyenes kieséses szakaszba, valamint a 2018-as világbajnokság óceániai selejtezőjének 3. fordulójába |
| 2.    | Salamon-szigetek | 3 | 1  | 0 | 2 | 1  | 2  | −1 | 3 | Továbbjutott az egyenes kieséses szakaszba, valamint a 2018-as világbajnokság óceániai selejtezőjének 3. fordulójába |
| 3.    | Fidzsi-szigetek  | 3 | 1  | 0 | 2 | 4  | 6  | −2 | 3 | Továbbjutott a 2018-as világbajnokság óceániai selejtezőjének 3. fordulójába                                         |
| 4.    | Vanuatu          | 3 | 1  | 0 | 2 | 3  | 8  | −5 | 3 | |

## Harmadik forduló

### A csoport
| Hely. | Csapat          | M | Gy | D | V | G+ | G– | Gk | P  | Továbbjutás                 |     | Új-Zéland | Új-Kaledónia | Fidzsi-szigetek |
| ----- | --------------- | - | -- | - | - | -- | -- | -- | -- | --------------------------- | --- | --------- | ------------ | --------------- |
| 1.    | Új-Zéland       | 4 | 3  | 1 | 0 | 6  | 0  | +6 | 10 | Továbbjutott az OFC-döntőbe |     | —         | 2–0          | 2–0             |
| 2.    | Új-Kaledónia    | 4 | 1  | 2 | 1 | 4  | 5  | −1 | 5  |                             |     | 0–0       | —            | 2–1             |
| 3.    | Fidzsi-szigetek | 4 | 0  | 1 | 3 | 3  | 8  | −5 | 1  |                             | 0–2 | 2–2       | —            |                 |

### B csoport
| Hely. | Csapat           | M | Gy | D | V | G+ | G– | Gk | P | Továbbjutás                 |     | Salamon-szigetek | Francia Polinézia | Pápua Új-Guinea |
| ----- | ---------------- | - | -- | - | - | -- | -- | -- | - | --------------------------- | --- | ---------------- | ----------------- | --------------- |
| 1.    | Salamon-szigetek | 4 | 3  | 0 | 1 | 6  | 6  | 0  | 9 | Továbbjutott az OFC-döntőbe |     | —                | 1–0               | 3–2             |
| 2.    | Tahiti           | 4 | 2  | 0 | 2 | 7  | 4  | +3 | 6 |                             |     | 3–0              | —                 | 1–2             |
| 3.    | Pápua Új-Guinea  | 4 | 1  | 0 | 3 | 6  | 9  | −3 | 3 |                             | 1–2 | 1–3              | —                 |                 |

### Döntő
| 1. csapat | Össz.Tooltip Aggregate score | 2. csapat        | 1. mérk. | 2. mérk. |
| --------- | ---------------------------- | ---------------- | -------- | -------- |
| Új-Zéland | 8–3                          | Salamon-szigetek | 6–1      | 2–2      |

## Interkontinentális pótselejtező
Az óceániai zóna győztesének interkontinentális pótselejtezőt kell játszania.
Az alábbi négy helyen végző válogatottak játszanak pótselejtezőt:
- ázsiai 5. helyezett
- észak-amerikai 4. helyezett
- dél-amerikai 5. helyezett
- óceániai csoport győztese

A párosításról sorsolás döntött, melyet 2015. július 25-én tartottak Szentpéterváron. A dél-amerikai ötödik helyezett csapat az óceániai csoport győztesével játszik. A párosítás győztese jut ki 2018-as labdarúgó-világbajnokságra.
Az interkontinentális pótselejtezőkre 2017. november 6-án és 14-én került sor.
| 1. csapat | Össz.Tooltip Aggregate score | 2. csapat | 1. mérk. | 2. mérk. |
| --------- | ---------------------------- | --------- | -------- | -------- |
| Új-Zéland | 0–2                          | Peru      | 0–0      | 0–2      |